# Obsessión
Obsessión è il quarto album di Hevia, pubblicato nel 2007 dalla EMI.

## Tracce
1. Albo – 4:40
2. Albandi – 5:06
3. Obsession – 4:10
4. Martires de Rales – 3:54
5. Vueltes – 4:09
6. Carrandi – 4:03
7. Soy Pastor – 4:27
8. Keltronic – 3:28
9. Morning Star – 4:02
10. Keltic Brass – 3:46
11. Taranus – 5:58
12. Lluz de Domingu – 3:17